# Barna csészegomba
A barna csészegomba (Peziza badia) a csészegombafélék rendjébe tartozó gombafaj.

## Megjelenése
Apró termetű gomba, mely erdők talaján terem, rendszerint mohás, nyirkos helyeken, nyáron és kora ősszel, kizárólag többedmagával, olykor akár seregesen is.
Termőteste kezdetben csaknem zárt golyóbis alakú, később kitágul és csésze alakot vesz fel. Kívül halványabb barna, belül sötét, gesztenyebarna, pereme egyenes, olykor hullámos vagy behasadozó. Jellemző átmérője 2 – 4 cm.
Húsa barna, törékeny, földszagú, íze kellemes, enyhén fűszeres. Termőrétege a csésze belső oldalán található, az érett gombából olykor füsthöz hasonlóan lövell ki a spórafelhő.
Ehető gomba, de vékony húsa miatt önmagában nem jön számításba a konyha szempontjából. Keverékgomba gyanánt jó paprikásokba és levesekbe.

## Összetéveszthetősége
Mérgező gombák közül a tulipán-csészegombával téveszthető össze, mely azonban tavasszal és kora nyáron terem, széle tulipánszerűen behasadozó és belseje leginkább sötétlila. Összetéveszthető még esetleg közeli rokonával, a változékony csészegombával, mely azonban nagyobb termetű és világosabb színű, de szintén ehető gomba.